# مایکل راجرز (دوچرخه‌سوار)
مایکل راجرز (انگلیسی: Michael Rogers؛ زادهٔ ۲۰ دسامبر ۱۹۷۹) دوچرخه‌سوار اهل استرالیا است.
از باشگاه‌هایی که در آن بازی کرده‌است می‌توان به تیم تینکوف، تیم دوچرخه‌سواری ماپی، تیم دوچرخه‌سواری ماپی، تیم کوئیک‌استپ فلورز، اچ‌تی‌سی-هایرود، و تیم اسکای اشاره کرد.
وی در مسابقات کشوری و بین‌المللی در مجموع برندهٔ ۴ مدال طلا، ۳ مدال نقره، ۲ مدال برنز شده‌است.